# 2009年NBA全明星賽
2009年NBA全明星賽於2009年2月15日於的主場，位於的全美航空中心舉行。西區以146:119擊敗東區，洛杉磯湖人得分後衛高比·拜仁及鳳凰城太陽中鋒沙基爾·奧尼爾共同奪得NBA明星賽最有價值球員獎。
這次將會是鳳凰城第三次舉辦NBA全明星賽，而鳳凰城曾經舉辦1975年NBA全明星賽和1995年NBA全明星賽。本年的NBA全明星賽屬於第58屆的NBA全明星賽。NBA總裁於2007年11月8日在美国航空中心球馆召開記者會正式宣佈本年全明星賽的地點。多倫多、紐約、奥克兰和密尔沃基都是曾經與鳳凰城爭奪本屆全明星賽的舉辦權。

## NBA全明星賽

### 教练
|            | 教练        | 来自球队       |
| ---------- | ----------- | -------------- |
| 东区全明星 | 迈克·布朗   | 克利夫兰骑士队 |
| 西区全明星 | 菲爾·傑克遜 | 洛杉磯湖人隊   |

### 球員名單
| 位置     | 球員          | 隊伍           | 次數 |
| 正選     | 正選          | 正選           | 正選 |
| -------- | ------------- | -------------- | ---- |
| 控球後衛 | 艾倫·艾佛森   | 底特律活塞     | 10th |
| 得分後衛 | 德韦恩·韦德   | 迈阿密热火     | 5th  |
| 小前鋒   | 勒布朗·詹姆斯 | 克里夫蘭騎士   | 5th  |
| 大前鋒   | 凱文·賈奈特   | 波士頓塞爾提克 | 12th |
| 中鋒     | 德懷特·霍華德 | 奧蘭多魔術     | 3rd  |

| 位置     | 球員              | 隊伍           | 次數 |
| 正選     | 正選              | 正選           | 正選 |
| -------- | ----------------- | -------------- | ---- |
| 控球後衛 | 克里斯·保羅       | 新奧爾良黃蜂   | 2nd  |
| 得分後衛 | 科比·布莱恩       | 洛杉磯湖人     | 11th |
| 小前鋒   | 阿瑪雷·斯塔德邁爾 | 菲尼克斯太陽   | 4th  |
| 大前鋒   | 提姆·鄧肯         | 聖安東尼奧馬刺 | 11th |
| 中鋒     | 姚明              | 休斯敦火箭     | 7th  |

## 全明星週末

### NBA新秀挑戰賽
本賽事由T-Mobile冠名贊助，二年生隊以122-116擊敗了新秀隊，凱文·杜蘭特成為了賽事的最有價值球員。
| 2月13日 |

|  |

| 二年生隊 122–116 新秀隊 |

### NBA入樽大賽
本賽事由雪碧冠名贊助。來自纽约尼克斯的內特·羅賓遜勝出了本年的賽事。

### NBA三分球大賽
來自迈阿密热火的戴奎恩·庫克以19分的成绩获得冠军。

### NBA技巧挑戰賽
來自芝加哥公牛的德里克·罗斯以35.9秒完成比賽，获得冠军。